# تشارلز إي. براون
تشارلز إي. براون (بالإنجليزية: Charles E. Browne)‏ هو سياسي أمريكي، ولد في 16 يناير 1816 في غرانفيل في الولايات المتحدة، وتوفي في 1 أكتوبر 1895 في غلنكويي في الولايات المتحدة. حزبياً، نشط في الحزب الديمقراطي.